# Johann Schrems
Johann Schrems (16. března 1824 Kirchdorf am Inn – 30. března 1905 Kirchdorf am Inn) byl rakouský politik z Horních Rakous, v 2. polovině 19. století poslanec Říšské rady.

## Biografie
Pocházel z rolnické rodiny. Byl členem katolických spolků ve městě Ried im Innkreis.
Byl aktivní i politicky. Roku 1870 byl zvolen na Hornorakouský zemský sněm za kurii venkovských obcí v okrese Ried. Patřil ke katolickým konzervativcům. Na sněmu prosazoval myšlenku zřízení zemské rolnické školy a zabýval se podporou zemědělců postižených od roku 1869 agrární krizí. Odmítl nicméně zřízení hypoteční banky, za což byl kritizován. Zemský sněm ho roku 1871 delegoval i do Říšské rady (celostátní parlament, volený nepřímo zemskými sněmy). 20. února 1871 složil slib. Do vídeňského parlamentu se vrátil v prvních přímých volbách do Říšské rady roku 1873 (kurie venkovských obcí, obvod Ried, Braunau atd.). V Říšské radě patřil mezi aktivní poslance.
Po odchodu z Říšské rady byl zvolen za náhradníka zemské komise pro pozemkovou daň. Roku 1890 ze zdravotních důvodů rezignoval na mandát v zemském sněmu.